# Veselin Vačkov

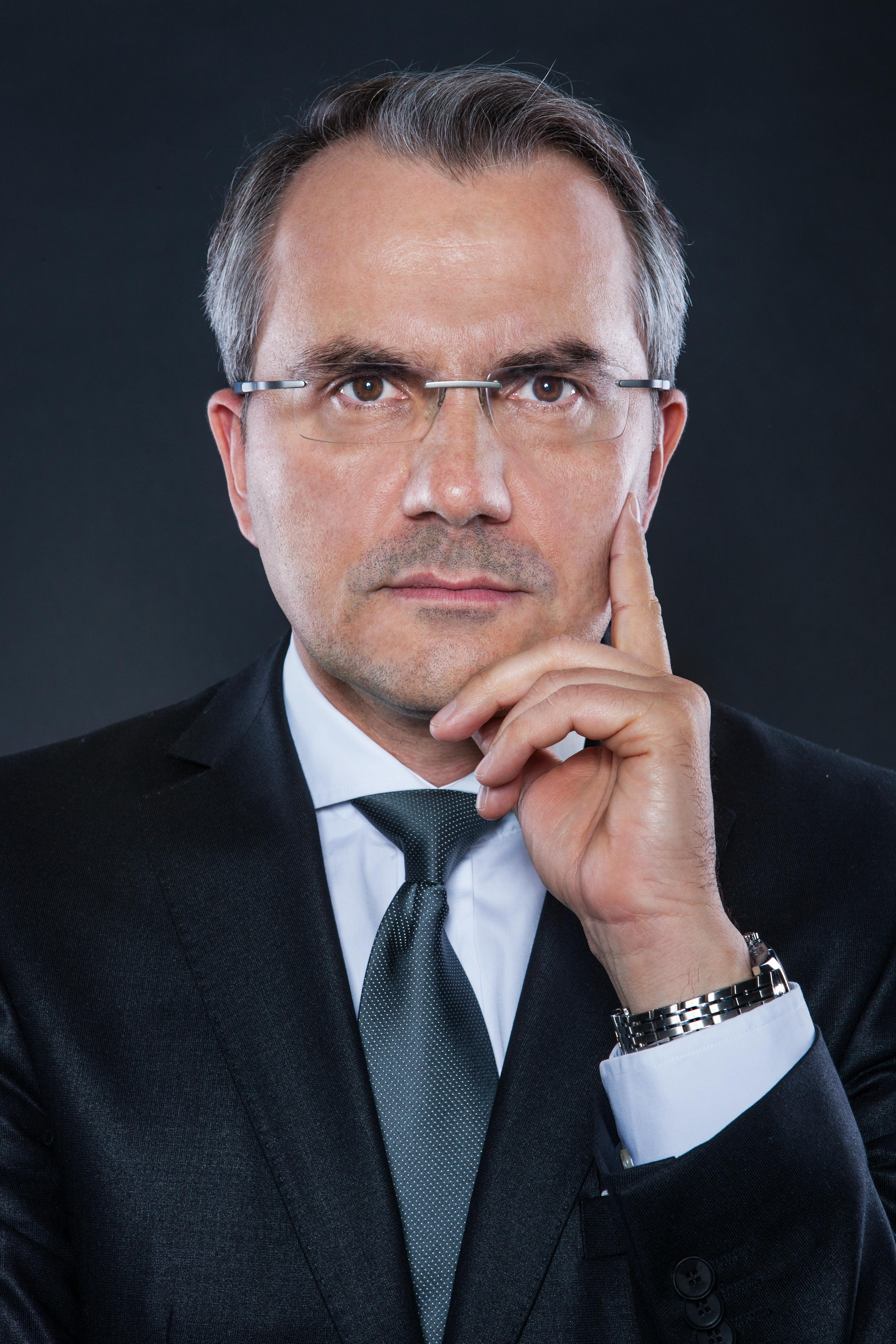
Veselin Vačkov

Veselin Vačkov (* 2. října 1968 Drjanovo, Bulharsko) je mediální manažer a novinář, šéfredaktor Lidových novin v letech 2000 až 2009.
Vystudoval anglistiku, bohemistiku a slavistiku na Filozofické fakultě Univerzity Karlovy v Praze. V letech 1995–96 specializoval počítačovou lingvistiku na univerzitě v Oxfordu.[zdroj⁠?!] Ještě během studia spolupracoval s BBC, časopisem Respekt, deníkem Lidové noviny (LN) a dalšími médií.[zdroj⁠?!] V roce 1997 nastoupil jako editor do Lidových novin. Později vedl magazín Pátek LN a v roce 1999 se stal zástupcem šéfredaktora.[zdroj⁠?!] V roce 2000 byl jmenován šéfredaktorem LN a členem představenstva Lidové noviny a.s. Za jeho působení se LN začínají jako první z českých deníků tisknout celobarevně, zavádějí řadu nových příloh, knižní či filmovou edicí. Po integraci LN do mediální skupiny MAFRA přešel do mateřského vydavatelství MAFRA na pozici šéfredaktora nových projektů. V roce 2010 byl jmenován regionálním ředitelem mediální skupiny MAFRA . V listopadu 2013 se do Lidových novin vrátil jako ředitel redakce.
Talk show Krásný ztráty s Veselinem Vačkovem a Rudolfem Zemanem 28.2.2008
Ředitelem regionů Mafry se stal Veselin Vačkov